# Pryšec kolovratec

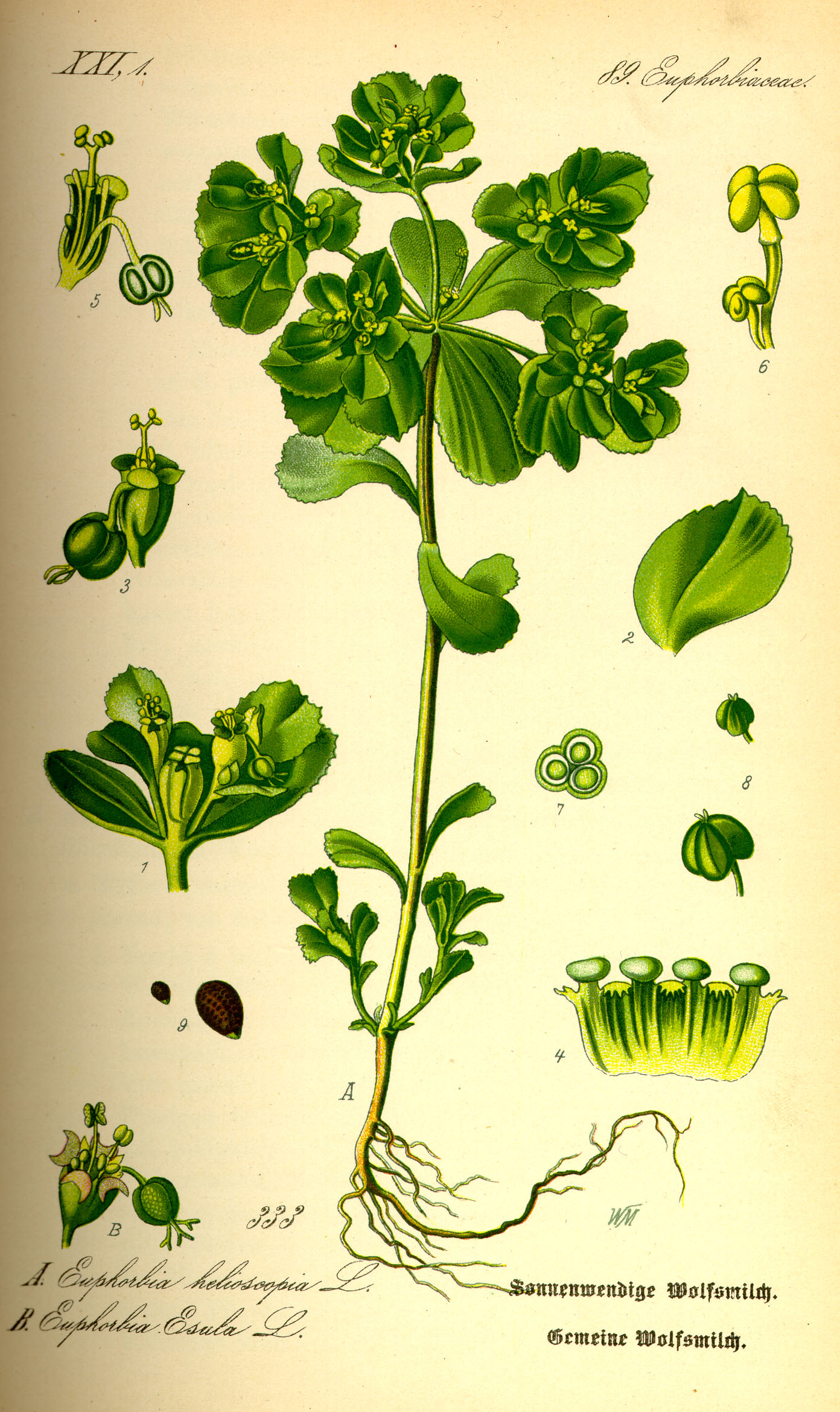
Nákres pryšce kolovratce

Pryšec kolovratec (Euphorbia helioscopia) je nevysoká, ale vzhledem nápadná bylina, nejrozšířenější druh rodu pryšec v české přírodě. Má rozložitá, žlutavozelená, plochá květenství, která se stáčí ke slunci, odtud vědecké druhové jméno (helios=slunce, scopein=dívat se).

## Rozšíření
Druh pravděpodobně pochází ze Středomoří, odkud se přirozenou cestou rozšířil do celé Evropy, severní Afriky a do Asie (mimo tropické oblasti). Lidským přičiněním byl následně zavlečen do Severní Ameriky, Austrálie i na Nový Zéland, takže lze nyní hovořit o kosmopolitní rostlině.
V České republice se vyskytuje, vyjma vyšších poloh, téměř na celém území. Nejhojnější je v nižších a teplejších polohách, v nadmořských výškách nad 1000 m vyrůstá jen roztroušeně a obvykle přechodně.

## Ekologie
Pryšec kolovratec je jednoletou rostlinou, přesto někteří jedinci, kteří vyklíčí na podzim, mohou přečkat zimu a kvést již brzy zjara. Je světlomilný a jinak ekologicky velmi plastický. Roste jako plevel na polích a zahradách, častý je na úhorech, rumištích, navážkách, skládkách, v příkopech i na železničních náspech. Preferuje půdy kypré, dusíkaté, hlinité až jílovité, neutrální či mírně zásadité, slabě vlhké až vysýchavé.

## Popis
Jednoletá, po poranění silně mléčicí bylina s jednoduchým kůlovitým kořenem, z něhož vyrůstá přímá lodyha vysoká 10 až 40 cm. Lodyha, která bývá nejčastěji jednoduchá a jen někdy je od báze větvená, má válcovitý průřez, může být tlustá 3 až 5 mm, lysá nebo řídce chlupatá, zelená či fialově naběhlá.
Listy vyrůstají střídavě a jejich tvar bývá klínovitě obvejčitý až kopisťovitý, bývají dlouhé asi 3 cm a široké 1 cm, směrem k vrcholu se zvětšují a za kvetení postupně opadávají. Listové čepele jsou zúženou bází přisedlé k lodyze, ve spodní části jsou celokrajné, v horní pilovité a na vrcholu zaokrouhlené až mírně vykrojené.
Květenství je lichookolík s pěti velkými listeny podobajícími se listům. Větve okolíků, mající na koncích cyathia, jsou hvězdicovitě rozložené v jedné rovině obvykle do pěti hlavních paprsků. Paprsky se obyčejně dále rozvětvují do tří větví a ty se ještě vidličnatě rozvětvují do dvou větviček, záleží na vitalitě rostliny. Zákrovní listence jsou vejčité, tupé až mírně vykrojené a mívají žluté nektarové žlázky oválného tvaru. Květy kvetou od května do září. Ploidie druhu je 2n = 42.

## Rozmnožování

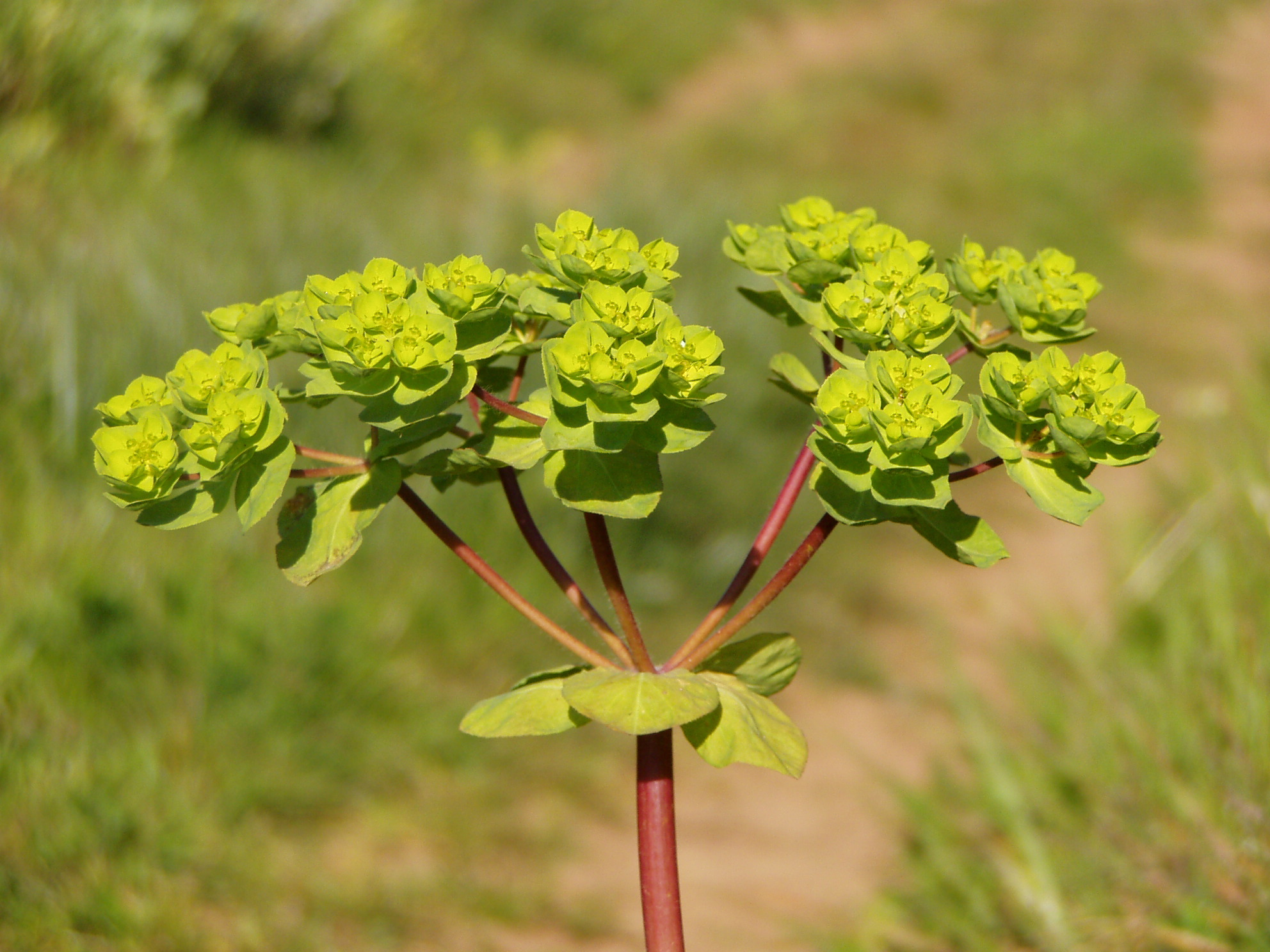
Květenství

Plodem je kulovitá, trojpouzdrá, žlutošedá, hladká nebo jemně tečkovaná tobolka, asi 3 mm velká. Každé pouzdro obsahuje jedno téměř kulaté, asi 2 mm velké hnědé semeno s jemnými dolíčky a masíčkem. V době zralosti pouzdra po celé délce prudce pukají a semena vymršťují do okolí. Na větší vzdálenosti jsou semena rozšiřována nevyčištěným osivem, statkovými hnojivy a komposty. Hojně je také roznášejí mravenci okousávající masíčko.
Pryšec kolovratec se množí výhradně semeny, zdatná rostlina jich vyprodukuje 250 až 500. Jsou dormantní a klíčí většinou až v průběhu druhého roku po přezimování v půdě, nejlépe z hloubky do 3 cm. V těžké půdě si klíčivost mohou podržet i více než dvacet let.

## Význam
Tento druh je řazen mezi málo významné plevelné rostliny, které nejsou příliš konkurenceschopné a nenadělají mnoho škody. Protože tento pryšec je světlomilný a poměrně nevysoký, zapleveluje kulturní rostliny, které jsou nízké a nevytvářejí zapojené porosty, mezi vyššími rostlinami nepřežije. Nejčastěji vyrůstá v zelenině a okopaninách, obtíže způsobuje v zahradnictví. Na nejvíce zaplevelených místech se používají herbicidy, nejúčinnější jsou postřiky ještě před vyklíčením semen.
Stejně jako ostatní pryšce obsahují i tyto rostliny bílé mléko vytékající po poranění. Mléko může při požití většího množství rostlin způsobit onemocnění dobytka. Je však nebezpečné i člověku při styku s jeho pokožkou a sliznicí. Pokud se dostane do očí, může způsobit i nevratné poškození zraku.